# Corynanthera flava
Corinanthera es un género monotípico de plantas perteneciente a la familia Myrtaceae. Su única especie, Corynanthera flava J.W.Green, Nuytsia 2: 371 (1979), es originaria del oeste de Australia en Irwin.

## Descripción
Filogenéticamente está relacionado con el género Micromyrtus. Es una planta arbustiva, delgada, nativa de las llanuras arenosas del suroeste de Australia. Es una planta conocida por su flores de color amarillo dorado que se disponen en racimos y que florecen a fines de primavera y principios del verano (hemisferio sur) por lo que se busca para la decoración de Navidad. Se comercializa en Asia y Europa como planta ornamental, después de cosechadas en su propio ambiente natural. Hay en estudio nuevos métodos de cultivo de la especie, dada su alta demanda y valor de mercado.

## Taxonomía
Corynanthera flava fue descrita por John William Green y publicado en Nuytsia 2: 371. 1979.